# Physcomitrium perflaccidum
Physcomitrium perflaccidum là một loài Rêu trong họ Funariaceae. Loài này được Broth. ex P. de la Varde mô tả khoa học đầu tiên năm 1917.